# سینما آسیا
سینما آسیا از سینماهای قدیمی تهران است. این سینما که تعطیل و نیمه مخروبه شده است در تقاطع خیابان ولیعصر با خیابان جمهوری قرار دارد.
سینما آسیا در سال ۱۳۳۷ توسط «امرلال هندوجا»، «نارانداس بگواندلاس» ساخته و مورد بهره‌برداری قرار گرفته بود. این سینما که جزو اولین سینماهای تهران است با ۹۶۲ صندلی کار خود را آغاز کرد. طراح سینما آسیا هوشنگ سیحون است. این سینما حدود پنجاه سال فیلم‌های سینمای ایران را نمایش داد.